# 幌延駅
幌延駅（ほろのべえき）は、北海道天塩郡幌延町1条南1丁目にある北海道旅客鉄道（JR北海道）宗谷本線の駅である。電報略号はノヘ。事務管理コードは▲121842。駅番号はW72。特急「宗谷」「サロベツ」が停車し、かつては羽幌線の終着駅でもあった。

## 歴史

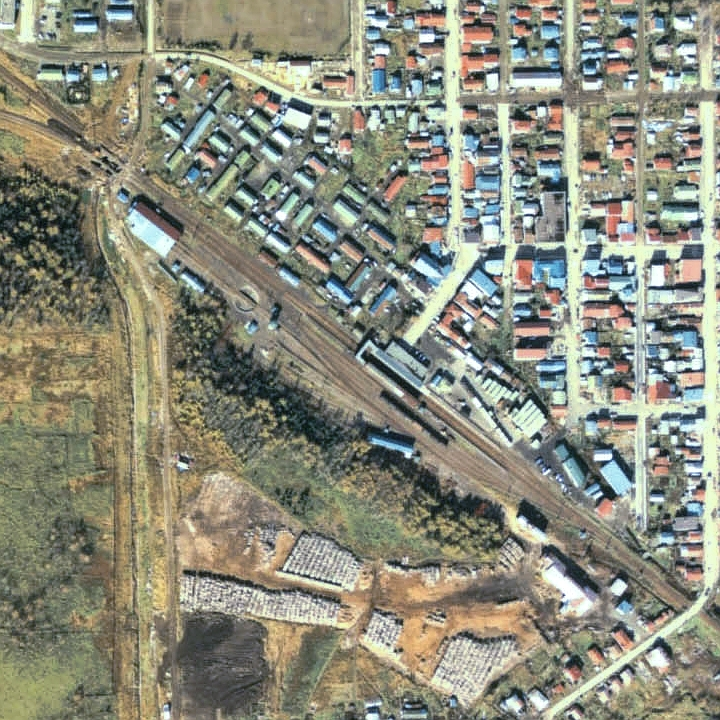
1977年の幌延駅と周囲約500m範囲。左上の上側が宗谷本線稚内方面。下側が廃止前の羽幌線。国鉄型配線の2面3線で、駅舎横の名寄寄りに貨物積卸場と引込み線がある。ホーム外側に多くの側線と羽幌線用の機関区を持つ。駅裏に広いストックヤードがあり、木材が野積みされている。また、開業間もない1930年（昭和5年）から1950年頃（昭和20年代半ば）にかけて、北にある下エベコロベツ川上流近くの北澤地区まで、馬力線の殖民軌道幌延線が運行されていた。この殖民軌道は、後に開業した日曹炭鉱天塩鉱業所専用鉄道と、平面交差する事で知られていた。

- 1925年（大正14年）7月20日：鉄道省の天塩南線（→天塩線→宗谷本線）の駅として開業[3][4]。一般駅。
- 1935年（昭和10年）6月30日：天塩線（→羽幌線）開業[4]。
- 1936年（昭和11年）：跨線橋新設[幌延町 1]。
- 1937年（昭和12年）3月10日：稚内機関区幌延支区設置[5]。
- 1949年（昭和24年）6月1日：公共企業体である日本国有鉄道に移管。
- 1950年（昭和25年）：構内食堂開業[6]。
- 1956年（昭和31年）4月1日：稚内機関区幌延支区廃止。
- 1968年（昭和43年）7月25日：補助コンテナ基地設置。
- 1973年（昭和48年）12月1日：現在の駅舎竣工[幌延町 1]。
- 1984年（昭和59年）2月1日：貨物・荷物取扱い廃止[4]。
- 1987年（昭和62年）
  - 3月30日：羽幌線廃止[4]。沿岸バス幌延出張所を設置[幌延町 1]。
  - 4月1日：国鉄分割民営化により、北海道旅客鉄道（JR北海道）の駅となる。[4]。
- 2013年（平成25年）2月16日：沿岸バス出張所廃止。
- 2016年（平成28年）3月：宗谷北線の工務系統業務を名寄・音威子府・稚内に集約したため、保線職員が撤退[幌延町 2]。
- 2018年（平成30年）
  - 5月1日：沿岸バス出張所跡に幌延町が移住情報PR支援センターを開所[幌延町 3]。
  - 7月6日：移住情報PR支援センターの愛称が「ホロカル」に決定[幌延町 4]。
- 2019年（平成31年・令和元年）
  - 4月18日：JR北海道と佐川急便による稚内駅 - 幌延駅間の貨客混載事業が開始[JR北 1]。

### 駅名の由来
町名より。なお、地名としての「幌延」のよみについて山田秀三は昭和初期まで「ほろのぶ」と呼ばれていたとしているが、当駅のよみは開業時より「ほろのべ」となっている。

## 駅構造
単式ホーム・島式ホーム（片面使用）複合型2面2線を有する交換駅。ホーム間の移動は跨線橋を使う。1番線・2番線とも名寄・旭川方面、稚内方面の両方向に出発信号機が設置されている。島式ホーム外側の3番線はかつて羽幌線が発着していたが、廃止後は現在定期列車の発着が無く側線扱いとなっている。なお、羽幌線は当駅の稚内方で分岐し、西方に進路を変えていた。
駅裏側に転車台や車庫を有していたが現在は撤去されている。夜の最終は南稚内駅まで回送される。羽幌線があったころは夜22時半過ぎに最終が到着して始発は朝5時であった。また、1982年11月15日時点では稚内発22時に当駅止まりがあった。
社員配置駅。みどりの窓口が設置されている。このほか、幌延町が移住情報PR支援センター「ホロカル」を開設し、移住情報の提供や、グッズ・コーヒーの販売、特急列車の町民乗車票の販売を実施する。2020年8月からは、地元の酒類やキャラクターグッズの販売を実施している。かつては国鉄物資部や構内食堂を設置しており、1961年（昭和36年）ごろの駅員定数は49人を数えた。

### のりば
| 番線 | 路線      | 方向 | 行先           |
| ---- | --------- | ---- | -------------- |
| 1・2 | ■宗谷本線 | 下り | 稚内方面       |
| 1・2 | ■宗谷本線 | 上り | 名寄・旭川方面 |

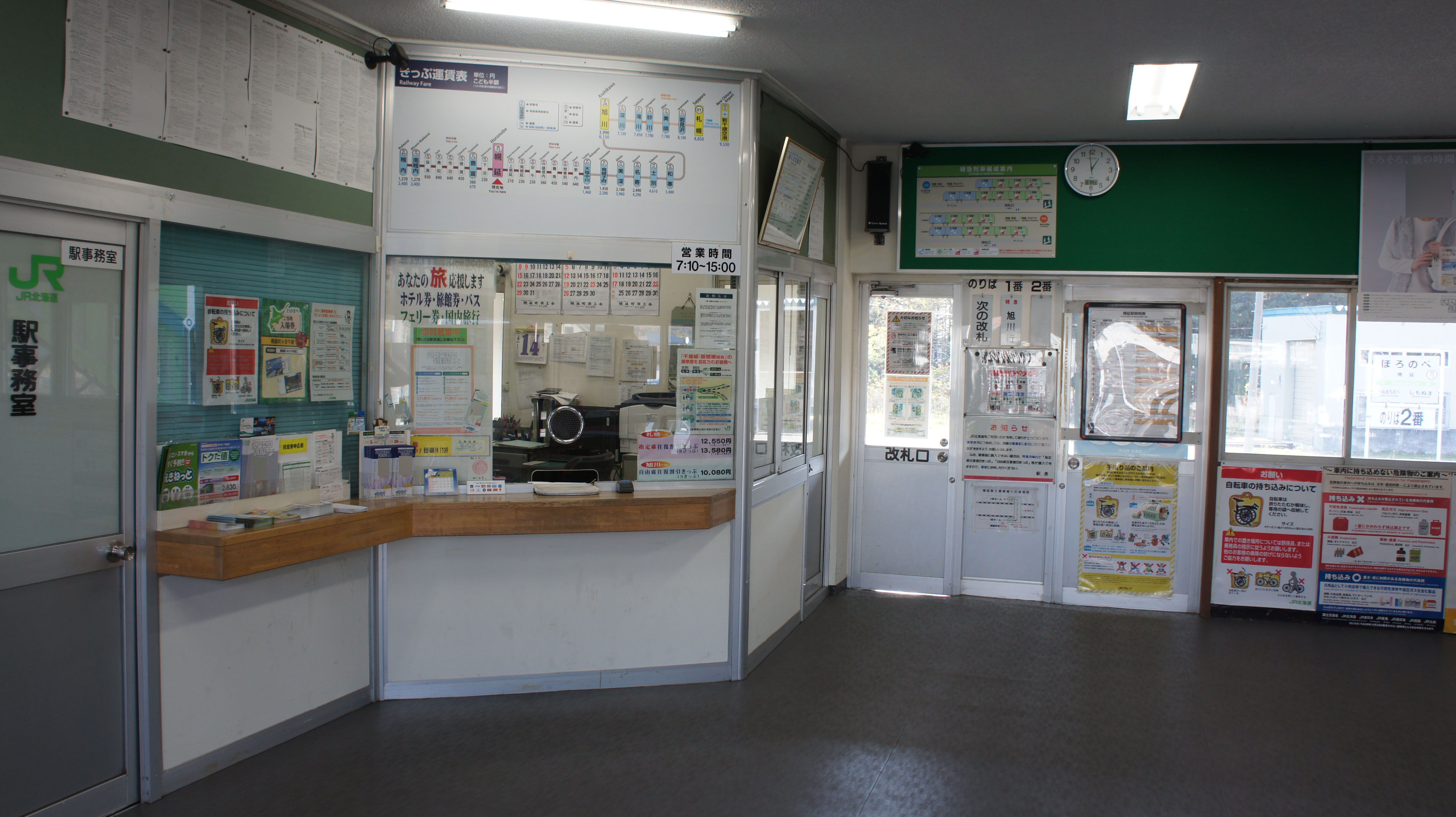
改札口（2017年10月）
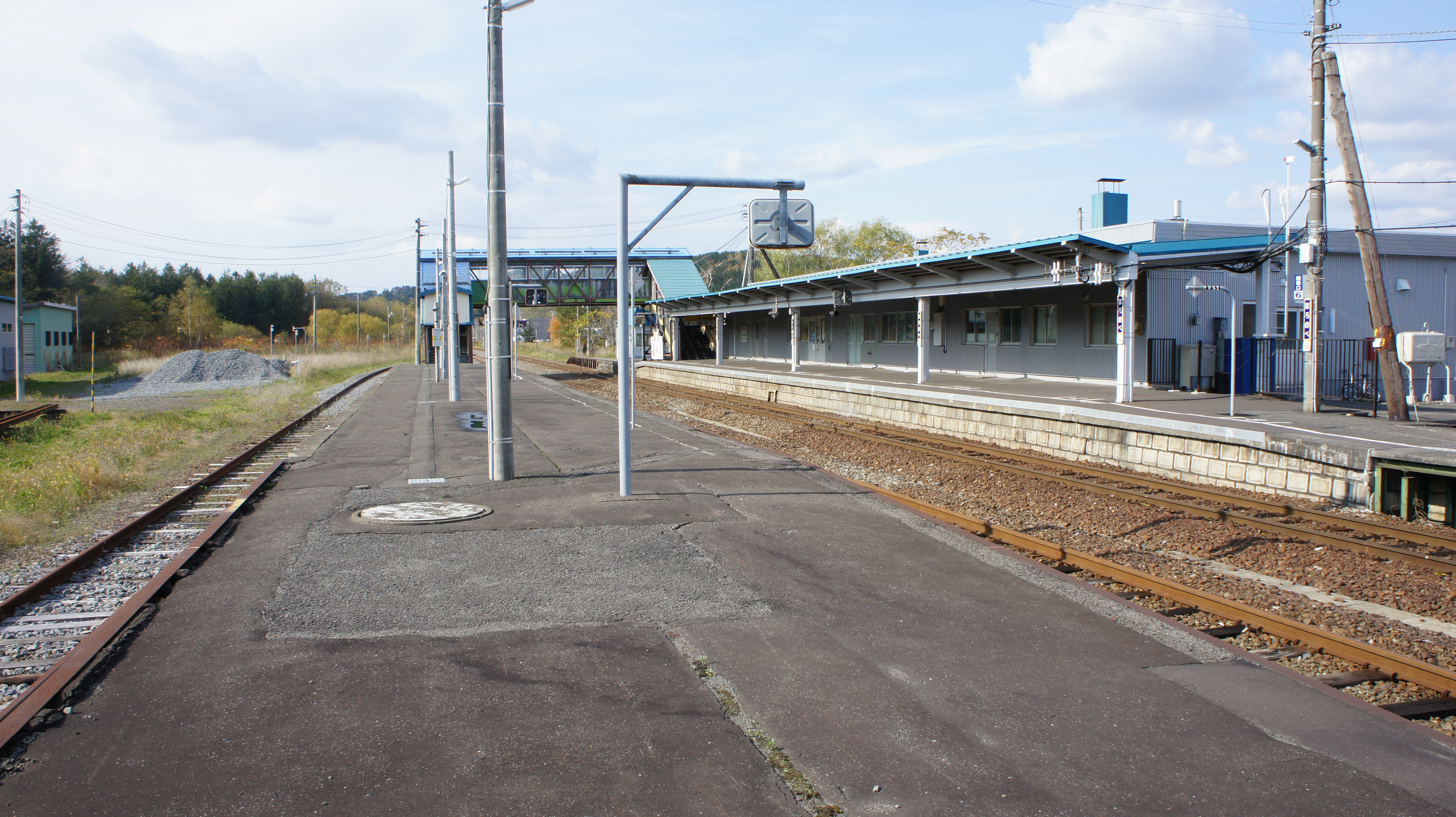
ホーム（2017年10月）
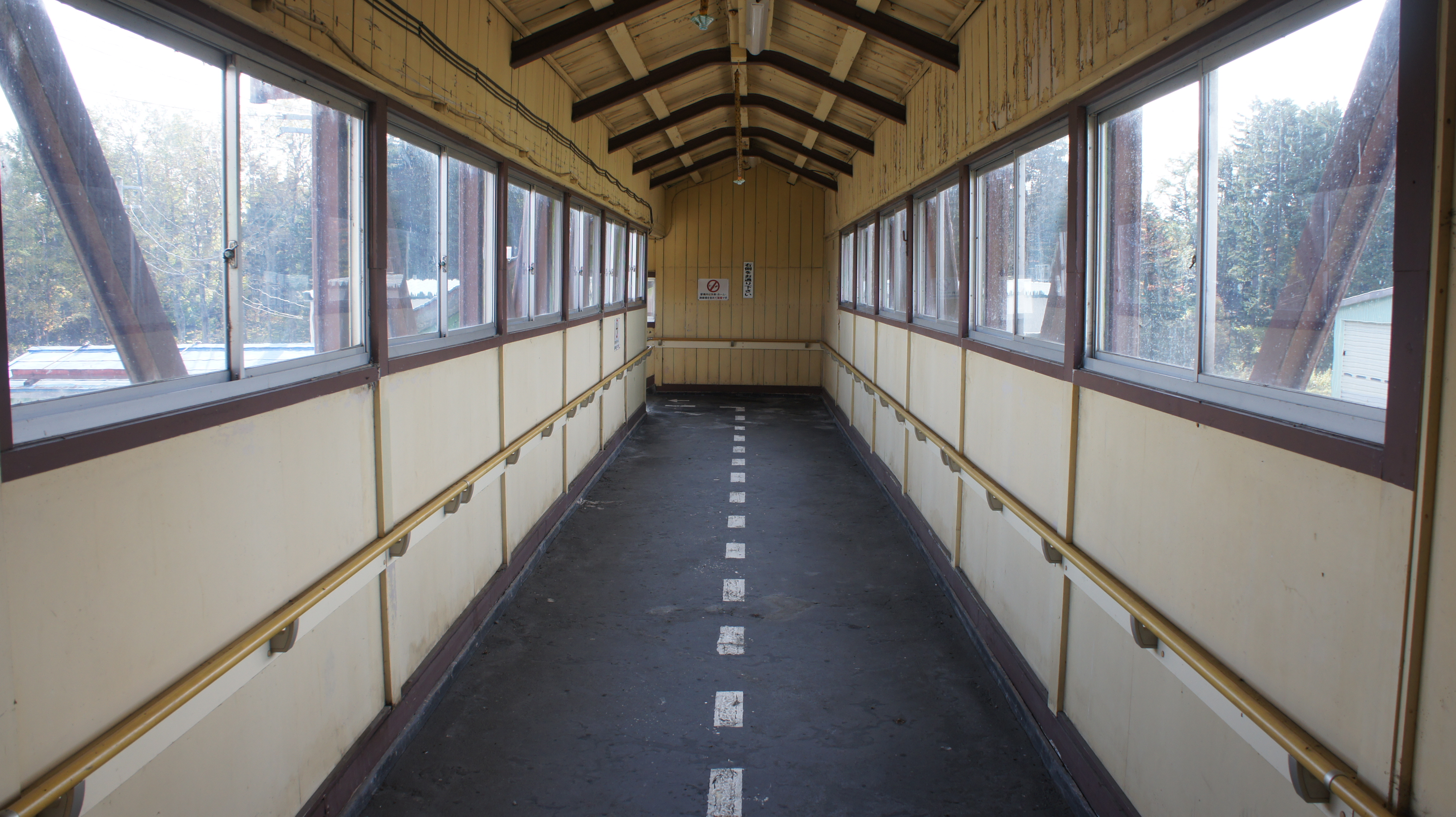
跨線橋（2017年10月）
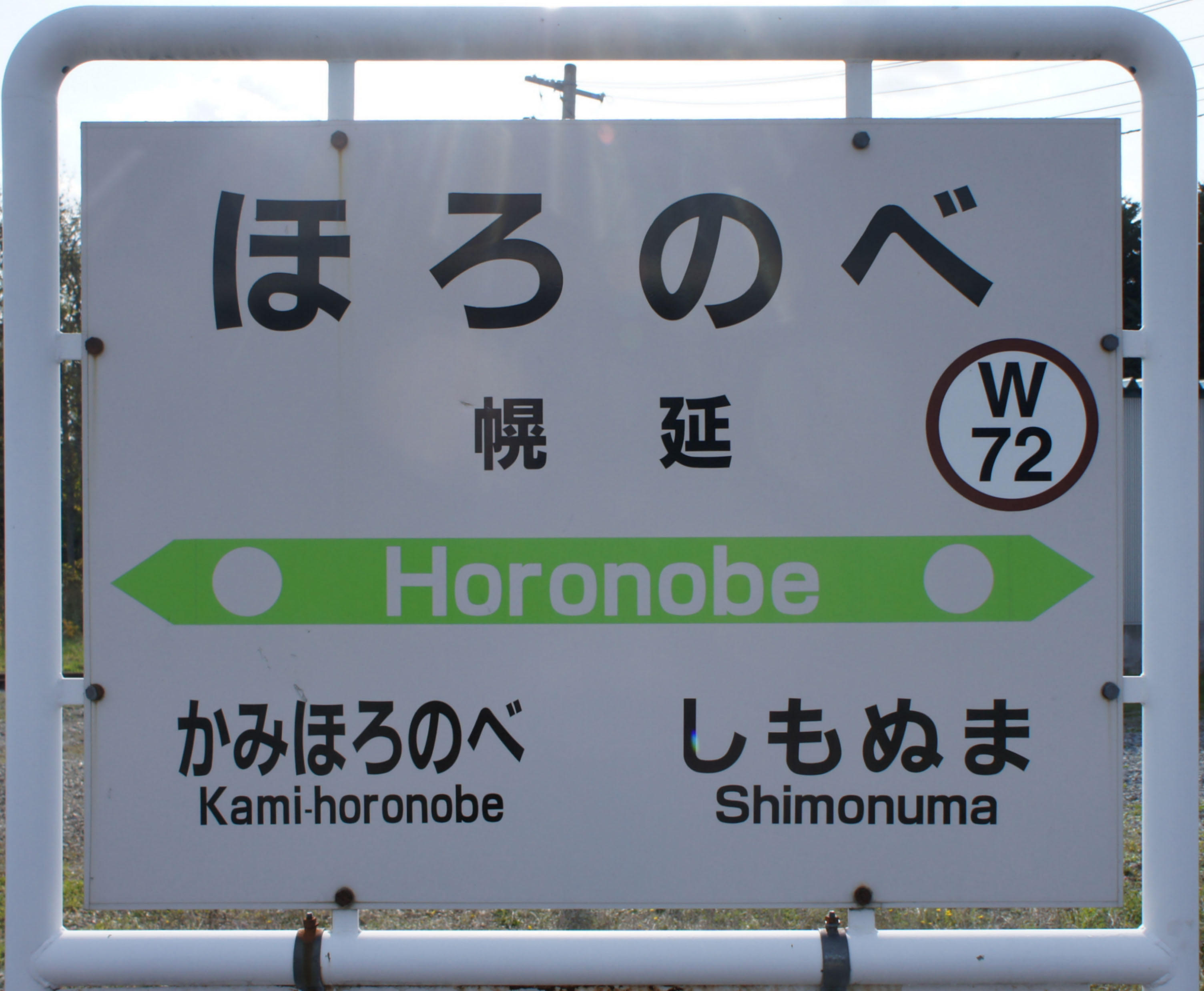
駅名標（2017年10月）
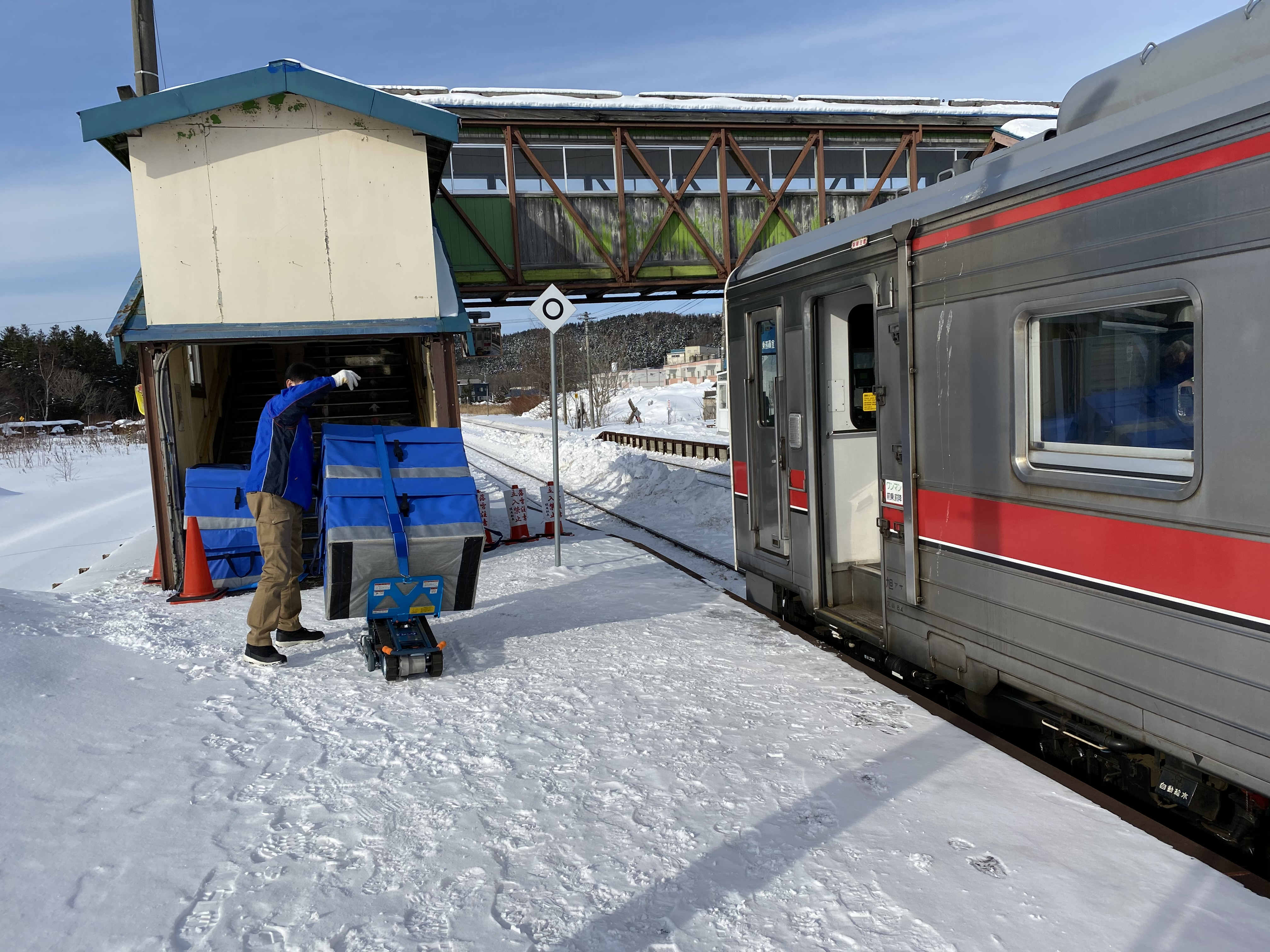
到着列車から下ろされた佐川急便の荷物（2020年1月）
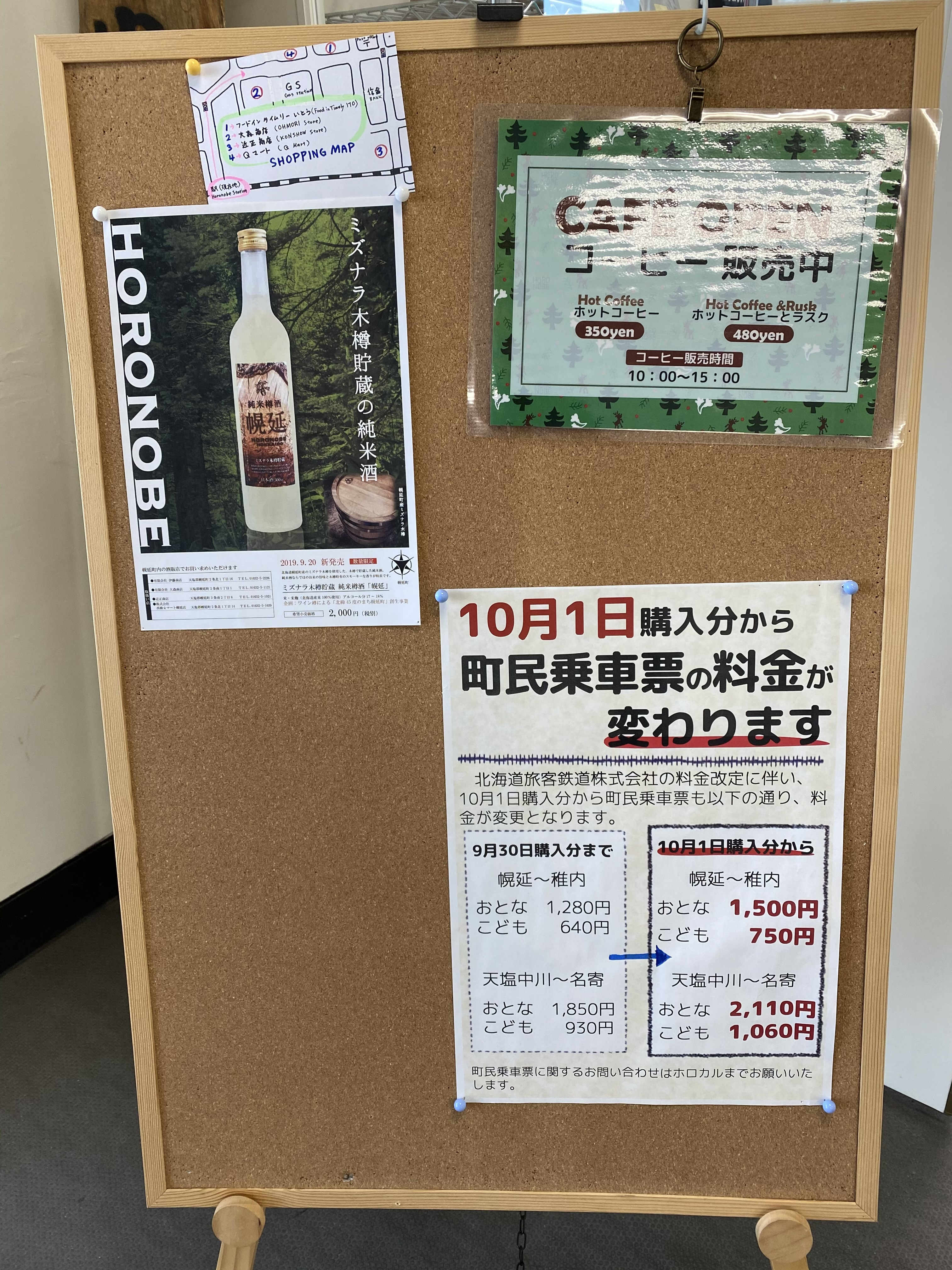
待合室に掲示された「町民乗車票」の案内（2020年1月）

## 利用状況
乗車人員の推移は以下の通り。年間の値のみ判明している年度は日数割で算出した参考値を括弧書きで示す。出典が「乗降人員」となっているものについては1/2とした値を括弧書きで乗車人員の欄に示し、備考欄で元の値を示す。
また、「JR調査」については、当該の年度を最終年とする過去5年間の各調査日における平均である。
| 年度               | 乗車人員（人） | 乗車人員（人） | 乗車人員（人） | 出典        | 備考                  |
| 年度               | 年間           | 1日平均        | JR調査         | 出典        | 備考                  |
| ------------------ | -------------- | -------------- | -------------- | ----------- | --------------------- |
| 1966年（昭和41年） | 211,348        | (579.0)        |                | [ 10 ]      |                       |
| 1978年（昭和53年） |                | 296            |                | [ 11 ]      |                       |
| 1992年（平成04年） |                | (149.0)        |                | [ 12 ]      | 一日平均乗降客数298人 |
| 2015年（平成27年） |                |                | 「10名以上」   | [ JR北 3 ]  |                       |
| 2016年（平成28年） |                |                | 33.2           | [ JR北 4 ]  |                       |
| 2017年（平成29年） |                |                | 30.8           | [ JR北 5 ]  |                       |
| 2018年（平成30年） |                |                | 30.2           | [ JR北 6 ]  |                       |
| 2019年（令和元年） |                |                | 26.2           | [ JR北 7 ]  |                       |
| 2020年（令和02年） |                |                | 22.4           | [ JR北 8 ]  |                       |
| 2021年（令和03年） |                |                | 21.0           | [ JR北 9 ]  |                       |
| 2022年（令和04年） |                |                | 22.4           | [ JR北 10 ] |                       |
| 2023年（令和05年） |                |                | 22.8           | [ JR北 11 ] |                       |

## 駅周辺
幌延町の中心市街地が広がる。かつては旧上幌延駅周辺の方が栄えていたが、鉄道開通後こちらに市街地が移っていった。また、稚内方線路沿いには国鉄職員の官舎が軒を連ねていた。
- 北海道道645号上問寒幌延停車場線
- 幌延町役場
- 天塩警察署幌延駐在所
- 幌延郵便局
- 稚内信用金庫幌延支店
- 幌延町農業協同組合（JA幌延町）本所
- Qマートほろのべ店
- 雪印メグミルク(旧雪印乳業)幌延工場
- 名林公園
- 金田心象書道美術館
- ふるさとの森森林公園
- セイコーマートほろのべ店
- 幌富バイパス幌延インターチェンジ
- トナカイ観光牧場
- 日本原子力研究開発機構幌延深地層研究センター
- 国道40号・幌富バイパス・国道232号
- 天塩川

## バス路線
沿岸バスが以下の路線を運行している。運行の詳細は沿岸バス#豊富幌延線・幌延留萌線を参照。
- 下り
  - 11 豊富羽幌線：豊富駅行き
  - 12・13 幌延留萌線：幌延深地層研究センター前行き（12系統は豊富駅まで直通運転）
- 上り
  - 11 豊富羽幌線：羽幌ターミナル行き
  - 12・13 幌延留萌線：留萌市立病院行き
  - 13 快速幌延留萌線：留萌十字街行き

札幌行きの高速乗合バス「特急はぼろ号」は、中心集落寄りの「幌延十字街」に停車し、駅前には乗り入れない。
1987年（昭和62年）3月から2013年（平成25年）2月16日まで駅舎内に「沿岸バス幌延出張所」を併設していた。出張所内では定期券や回数券、特急はぼろ号の予約・発券、記念グッズなどを取り扱っていた。

## 隣の駅
北海道旅客鉄道（JR北海道）
■宗谷本線
「宗谷」「サロベツ」停車駅
■普通
糠南駅 (W67) - *上雄信内駅 - （雄信内信号場） - *安牛駅 (W69) - *南幌延駅 (W70) - *上幌延駅 (W71) - 幌延駅 (W72) - *南下沼駅 - 下沼駅 (W73)
*打消線は廃駅

### かつて存在した路線
日本国有鉄道（国鉄）
羽幌線
作返仮乗降場 - 幌延駅

### JR北海道
1. ↑  『佐川急便とJR北海道が貨客混載事業を本格稼働』（PDF）（プレスリリース）北海道旅客鉄道、佐川急便、2019年4月11日。オリジナルの2020年4月3日時点におけるアーカイブ。2024年3月25日閲覧。
2. ↑  “駅の情報検索（各駅時刻表など） 幌延”.   北海道旅客鉄道. 2022年4月30日閲覧。
3. ↑  “極端にご利用の少ない駅（3月26日現在）” (PDF). 平成28年度事業運営の最重点事項.   北海道旅客鉄道. p. 6 (2016年3月28日). 2017年9月25日閲覧。
4. ↑  「宗谷線（名寄・稚内間）」（PDF）『線区データ（当社単独では維持することが困難な線区）』、北海道旅客鉄道、2017年12月8日。オリジナルの2017年12月30日時点におけるアーカイブ。2017年12月30日閲覧。
5. ↑  『宗谷線（名寄・稚内間）』（PDF）（プレスリリース）北海道旅客鉄道、2017年7月2日。オリジナルの2018年7月3日時点におけるアーカイブ。2018年7月13日閲覧。
6. ↑  “宗谷線（名寄・稚内間）” (PDF). 線区データ（当社単独では維持することが困難な線区）(地域交通を持続的に維持するために).   北海道旅客鉄道. p. 4 (2019年10月18日). 2019年10月18日時点のオリジナルよりアーカイブ。2019年10月18日閲覧。
7. ↑  “宗谷線（名寄・稚内間）” (PDF). 地域交通を持続的に維持するために > 輸送密度200人以上2,000人未満の線区（「黄色」8線区）.   北海道旅客鉄道. p. 3・4 (2020年10月30日). 2020年11月2日時点のオリジナルよりアーカイブ。2020年11月3日閲覧。
8. ↑  “駅別乗車人員  特定日調査（平日）に基づく”.   北海道旅客鉄道. 2022年8月3日時点のオリジナルよりアーカイブ。2022年8月14日閲覧。
9. ↑  “駅別乗車人員  特定日調査（平日）に基づく”.   北海道旅客鉄道. 2022年9月3日時点のオリジナルよりアーカイブ。2022年9月3日閲覧。
10. ↑  “駅別乗車人員  特定日調査（平日）に基づく”.   北海道旅客鉄道. 2023年11月10日時点のオリジナルよりアーカイブ。2023年11月10日閲覧。
11. ↑  “宗谷線(旭川・稚内間) 事業の抜本的な改善方策の実現に向けた実行計画(2024(令和6)～2026(令和8)年度)” (PDF).   北海道旅客鉄道 (2024年). 2024年9月8日時点のオリジナルよりアーカイブ。2024年9月8日閲覧。

### 新聞記事
1. ↑  “幌延の魅力 駅から発信 酒類やバスキャラグッズ販売”. 北海道新聞. (2020年8月7日).  オリジナルの2020年8月7日時点におけるアーカイブ。 2020年8月7日閲覧。

### 幌延町
1. 1 2 3  幌延町産業振興課 (2017年11月). “幌延町情報ボックス平成29年度版”.   幌延町. 2017年12月11日時点のオリジナルよりアーカイブ。2017年12月11日閲覧。
2. ↑  “JR北海道の事業範囲の見直しに対する意見募集について” (PDF).   幌延町 (2016年10月17日). 2016年10月30日時点のオリジナルよりアーカイブ。2017年12月17日閲覧。
3. 1 2  “幌延町移住情報PR支援センターがオープンしました” (PDF). 広報　ほろのべの窓　2018年5月号.   幌延町. p. 8 (2018年6月). 2018年6月13日時点のオリジナルよりアーカイブ。2018年6月13日閲覧。
4. 1 2  幌延町産業振興課. “幌延町移住情報PR支援センター「ホロカル」”.   幌延町. 2018年10月7日時点のオリジナルよりアーカイブ。2018年10月7日閲覧。
5. 1 2 3  “幌延町内の各駅ご紹介”.   幌延町 (2017年11月6日). 2017年11月6日時点のオリジナルよりアーカイブ。2017年11月6日閲覧。